# Мерзляков Олексій Федорович
Мерзляков Олексій Федорович (17 [28] березня 1778, Миколаївське, Оренбурзька губернія — 26 липня [7 серпня] 1830, Москва) — російський поет, літературний критик, перекладач, доктор філософії, ординарний професор і декан відділення словесних наук Московського університету.

## Біографія
Народився в небагатій купецькій родині в селі Миколаївському Ісетської провінції Оренбурзької губернії, в 1781 році с. Миколаївське перетворено в Далматов. Нині місто Далматово — адміністративний центр Далматовського району Курганської області. Предком Мерзлякова в Далматово був монастирський служитель Василь Михайлов син Мерзляков (нар. бл. 1687) з Вологодського повіту.
Особливе бажання до навчання і відмінні здібності в хлопчика першим помітив його дядько Олексій Олексійович Мерзляков, що служив правителем канцелярії при тодішньому генерал-губернаторові Пермської і Тобольської губерній Волкові. Він умовив, хоча і не без зусиль, відпустити восьмирічного хлопчика до Пермі.

Директор народних училищ І. І. Панаєв записав Олексія в училище і став стежити за його успіхами.
В 1793 році був доручений куратору Московського університету М. М. Хераскову. Зарахований 20 грудня 1793 в університетську гімназію на казенний рахунок, Олексій неодноразово отримував нагороди і в списку учнів, переведених студентами в Московський університет в 1798 році, він значився першим. У тому ж 1798 році студентів він був перейменований в бакалаври, а в 1799 році закінчив університет, був відзначений золотою медаллю.
З 10 лютого 1804 року — магістр словесних наук, зайняв (і займав до самої своєї смерті) кафедру російського красномовства та поезії словесного відділення Московського університету; в 1805 році отримав ступінь доктора філософії і звання ад'юнкта; 23 січня 1807 року обраний екстраординарним професором; 30 жовтня 1810 року затверджений ординарним професором. У 1817/1818 уч. році став перший раз деканом словесного відділення; потім постійно був деканом з 1821 по 1828 рік.